# Donosy (województwo świętokrzyskie)
Donosy – wieś w Polsce położona w województwie świętokrzyskim, w powiecie kazimierskim, w gminie Kazimierza Wielka.
| SIMC    | Nazwa         | Rodzaj    |
| ------- | ------------- | --------- |
| 0241420 | Podkazimierza | część wsi |
| 0241436 | Psiarków      | część wsi |
| 0241442 | Stawisko      | część wsi |

W latach 1975–1998 miejscowość administracyjnie należała do województwa kieleckiego.
W 2019 r. Donosy wraz z miastem Kazimierza Wielka oraz z sołectwami Cudzynowice i Słonowice uzyskały na mocy Rozporządzenia Rady Ministrów status obszaru ochrony uzdrowiskowej („Obszar Ochrony Uzdrowiskowej Kazimierza Wielka”).

## Zabytki
Park z XVIII w., przebudowany w końcu XIX w. i początkach XX w., wpisany do rejestru zabytków nieruchomych (nr rej.: A.188 z 9.12.1957).